# 加賀屋吉右衛門
加賀屋 吉右衛門（かがや きちえもん、生没年不詳）とは江戸時代末期から明治時代にかけての地本問屋。

## 来歴
加賀吉、青盛堂と号す。姓は堤。幕末から明治期に日本橋区両国広小路、米沢町1丁目政右衛門店で地本問屋を営業している。魚屋北渓の細絵、歌川国芳、歌川国貞、歌川広重、3代歌川広重、2代歌川国輝、昇斎一景らの錦絵を出版している。明治に入ってから堤吉兵衛（日本橋区両国吉川町5）名義となっている。

## 作品
- 歌川国芳 『東都名所』 大判揃物
- 歌川国芳 『通俗水滸伝百八人之一箇』 大判揃物
- 歌川国貞 『北国五色里』
- 歌川広重 『古歌六玉川』
- 3代歌川広重 『大調練図』
- 2代歌川国輝 『東京府呉服橋南通遠景之図』
- 昇斎一景 『海運橋三井組会社図』